# Вид на Ветёй
«Вид на Ветёй» (фр. Vue de Vétheuil) — картина французского художника Клода Моне, написанная им в 1880 году. На ней изображён летний пейзаж в долине Сены близ Ветёя — мотив, который художник изобразил на многочисленных картинах в различных вариациях. Пребывание в этом городе стало поворотным моментом в его творчестве и личной жизни. С 1896 года картина находится в Национальной галереи Берлина.

## Описание
На картине «Вид на Ветёй» Моне изобразил летний речной пейзаж. Передний план справа занимает луг, окрашенный в зелёные и жёлтые тона. За ним, от левого нижнего угла до правого края картины, течёт Сена. Если справа она изображена длинными синими и белыми мазками, то слева отражение неба и растительность на противоположном берегу изображены короткими зелёными, белыми и синими мазками. Растительность делится на плоскую пышную зелень в центре, за ней — разросшийся сине-зелёный кустарник от центра до левого края картины и, наконец, широкий ряд тёмно-зелёных «кипарисоподобных тополей», возвышающихся над всем. Если кустарник имеет более «пенистый, волнистый» мазок, то тополя характеризуются удлинёнными вертикальными мазками. Вид на Ветёй частично закрыт этой растительностью. Только башня церкви Нотр-Дам выделяется в центре картины. Другие здания деревни видны на левом краю картины за кустами и в правой половине картины вдоль реки. За Ветёем возвышаются пологие зелёные холмы долины Сены. Над всем этим виднеется голубое небо с плотными, клубящимися белыми облаками, которые Моне изобразил в виде «кривых больших радиусов». Грунтованный холст виден в нескольких местах на небе, что подчёркивает спонтанное и эскизное исполнение картины.
Несмотря на поразительный церковный шпиль в центре картины, невозможно точно определить место, где работал художник. Вероятно, он писал вид на Ветёй с противоположного берега в Муассон-Лавакуре. Ряд деревьев с кустами, возможно, относится к одному из островов на реке. Женщина в светлом платье с открытым жёлтым зонтиком сидит на лугу на этой стороне реки, недалеко от неё. Слегка наклонившись вперёд, она, возможно, читает книгу. Справа от неё несколько мазков кисти могут указывать на маленького ребёнка. В левой половине картины на реке видна вёсельная лодка с двумя людьми. Невозможно узнать никого из изображённых на картине людей. Картина подписана и датирована в правом нижнем углу: «Claude Monet 1880».

## Моне в Ветёйе
С 1878 по 1881 год Моне жил в Ветёйе, городе на Сене, примерно в 60 километрах к западу от Парижа. Эти годы стали для художника временем потрясений как в личной, так и в творческой жизни. Когда в начале 1878 года Моне вместе с женой Камиллой и сыном Жаном покинул дом в Аржантёе, он оказался в очень трудном финансовом положении. У него были значительные долги по аренде, и он не мог оплачивать счета. В это время ему было трудно найти покупателей на свои работы, и они продавались по сравнительно низким ценам. Кроме того, его жена ждала второго ребенка. Изредка его поддерживали друзья, такие как художник Эдуард Мане, писатель Эмиль Золя и врач Поль Гаше. Весной 1878 года Моне временно поселился в Париже, где в марте родился его второй сын Мишель. В сентябре того же года Моне переехал в Ветёй, а вскоре за ним последовала и его семья. Семья друга Моне Эрнеста Ошеде также поселилась в доме, который он снимал. Ошеде, которому ранее пришлось подать заявление о банкротстве своей текстильной компании, пробыл в Ветёе всего несколько недель и вскоре вернулся жить в Париж. Однако его жена Алиса и шестеро их детей продолжали жить с Моне в Ветёе. Здоровье Камиллы Моне не восстановилось после беременности; вскоре после этого у неё диагностировали рак брюшной полости. В конце концов она умерла осенью 1879 года в возрасте 32 лет. За ней ухаживала Алиса Ошеде, которая также присматривала за восемью детьми в доме. Следующие несколько лет Клод Моне и Алиса Ошеде жили вместе, а позже поженились.
За время, проведённое в Ветёе, Моне написал множество пейзажей, часто включающих сюжеты с видами Сены. В некоторых случаях он изображал только речной пейзаж, например, в зимних мотивах, таких как «Ледяная книга» 1879 года (Художественный музей Мичиганского университета, Энн-Арбор) или «Летний вид на берега Сены возле Ветёя» 1880 года (Национальная галерея искусства, Вашингтон). На этих картинах не видно ни зданий, ни людей. Иногда Моне переводил взгляд с Ветёя на противоположный берег реки, например, на картине «Лавакур» 1880 года (Далласский музей искусств). Однако чаще всего он показывал вид с противоположного направления. На ряде картин Моне смотрит с берега Сены в Лавакуре через реку на Ветёй с его поразительной церковью. Примерами могут служить «Ветёй» 1879 года (Национальная галерея Виктории, Мельбурн) и «Ветёй зимой» 1879 года (Коллекция Фрика, Нью-Йорк). На берлинской картине с видом Ветёя на переднем плане также есть место для луга. Этот живописный элемент можно найти в похожей вариации на картине «Маки в окрестностях Ветёя» 1879 года (Собрание фонда Эмиля Бюрле, Цюрих). На этой картине луг с пышным великолепием маков занимает значительно большую часть картины, а река появляется лишь узкой полосой в центре. Другие пейзажи, созданные Моне летом 1880 года с видом на Ветёй, — это картины «Ветёй летом» (Музей Метрополитен, Нью-Йорк) и «Ветёй» (частная коллекция), которые, за исключением отсутствия луга на переднем плане, очень похожи берлинский «Вид на Ветёй» по сюжету и времени создания.
В Ветёе Моне ещё больше развил свой живописный стиль. Он наносил краску в основном мелкими мазками, демонстрировал «живой» мазок и развил «новую пастельную красочность». Он также оторвался от своих друзей-художников и не принял участия в групповой выставке импрессионистов в 1880 году. Вместо этого он снова отправил работы на традиционный ежегодный Парижский салон, где полотно «Лавакур» 1880 года (Музей искусств Далласа) было принято жюри. В июне 1880 года Моне также провёл свою первую персональную выставку в здании издательства журнала La Vie moderne. Обе выставки привлекли к Моне желанное внимание, и его финансовое положение постепенно начало улучшаться.

## Критика
Директор Берлинского музея Гуго фон Чуди обосновал включение картины «Вид на Ветёй» в коллекцию Национальной галереи Берлина в 1896 году следующим образом: «Клод Моне представляет собой дальнейшее развитие в области пейзажной живописи. Стремясь передать впечатление от природы в сжатой форме, он упростил средства воспроизведения и усилил их интенсивность. Особенно поучительным примером в этом направлении является вид на Ветёй». Историк искусства Юлиус Мейер-Грефе в 1898 году высоко оценил качество картины: «Это тонкий Моне, но в своей почти рококошной изысканности линий и цвета он обладает совершенно неотразимой определённостью всех картин мастера». Мейер-Грефе сравнивал картину с работами английского художника Уильяма Тёрнера и отдавал предпочтение более насыщенному цвету Моне: «Шампанское пузырится в искрящейся, язвительной сладости красок. Тёрнер — это сахарная вода». Для художественного критика Карла Шеффлера картина Моне «Вид на Ветёй» была «настоящим чудом современной независимой пейзажной живописи». Далее он пишет: «В этой восхитительно красивой картине всё находится в движении. Воздух, свет, солнце и полдень мерцают. Облака движутся, река течёт, деревья качаются, воздух дрожит от жары. Всё неудержимо».

## Провенанс
Клод Моне, вероятно, продал картину «Вид на Ветёй» арт-дилеру Полю Дюран-Рюэлю в 1881 году, который хранил картину до ноября 1896 года, когда Гуго фон Чуди приобрёл её для Национальной галереи Берлина в первый год своей службы. Цена покупки в 5 000 марок была пожертвована берлинским банкиром Карлом фон дер Хейдтом. Это была вторая покупка картины Моне для немецкого музея, после того как несколькими месяцами ранее Гамбургский кунстхалле приобрёл натюрморт «Груши и виноград».